# Оґуті (Айті)

О́ґучі (яп. 大口町, おおぐちちょう, МФА: [oːgut͡ɕi̥ t͡ɕoː]?) — містечко в Японії, в повіті Ніва префектури Айті. Розташоване в північно-західній частині префектури. Отримало статус містечка 1962 року. Площа становить 13,58 км². Станом на 1 серпня 2011 року населення складало 22 484  осіб, густота населення — 1660 осіб/км².   